# Opius contrasticeps
Opius contrasticeps är en stekelart som beskrevs av Fischer 1979. Opius contrasticeps ingår i släktet Opius och familjen bracksteklar. Inga underarter finns listade i Catalogue of Life.